# Zhang Xianzi
Zhang Xianzi (chino simplificado: 张 弦子 chino tradicional: 张 弦子, pinyin: Zhang Xiánzǐ; Guangxi, 22 de abril de 1986) conocida artísticamente como Xian Zi (弦子), es una cantante de género pop china originaria de la China continental..

## Biografía
Xianzi es hija de un director de orquesta musical. 
Estudió en la Escuela N º 12 de alto nivel en Maoming, provincia de Guangdong. Después Xianzi se graduó de la escuela secundaria y volvió a su natal Guangxi. En Guangxi, asistió a la Escuela de Arte de Guangxi en Nanning, donde se especializó en la danza. Mientras Xianzi cursaba la secundaria, compuso varias canciones con sus compañeros de clase y las publicó por Internet. 

## Carrera
Se hizo famosa entre los compositores de Internet en la provincia de Guangdong. 
En 2005, fue descubierta por el productor taiwanés Chen Zihong y se convirtió en una cantante. 
En 2006, cantó la famosa canción "Yo he de amar (不得不 爱; Bu Bu De Ai)" con Will Pan. Esta canción la hizo popular tanto en la China continental como en Taiwán. En 2007, fue nominada como la mejor cantante de novato en el Golden Melody Awards, que es un premio de música más grande de Taiwán.